# Campionato mondiale di hockey su ghiaccio maschile 2007
Il 71º Campionato mondiale di hockey su ghiaccio è stato assegnato dall'International Ice Hockey Federation alla Russia, che lo ha ospitato a Mosca e a Mytišči nel periodo tra il 24 aprile e il 10 maggio 2007. È la seconda volta che la Russia ha ospitato la fase finale del torneo dopo l'edizione del 2000, mentre quando esisteva l'Unione Sovietica il campionato mondiale vi si era svolto in quattro occasioni, nel 1957, 1973, 1979 e 1986. L'assegnazione dei mondiali alla Russia coincide proprio con il 50º anniversario dal primo mondiale svoltosi a Mosca.
La nazionale svedese era la detentrice del titolo, in virtù del successo ottenuto in Lettonia nel 2006, dopo la vittoria ottenuta pochi mesi prima ai Giochi olimpici invernali di Torino.
Il torneo è stato vinto dal Canada, al suo ventiquattresimo titolo, che ha sconfitto in finale la Finlandia per 4-2. I padroni di casa della Russia invece hanno vinto la medaglia di bronzo superando la Svezia per 3-1.

## Variazioni al formato
Rispetto alla precedente edizione nelle due fasi a gironi si è passati ad un diverso sistema di punteggi, che prevede la possibilità degli overtime. Passano da due a tre i punti conquistati dalla squadra che vince entro il tempo regolamentare, mentre dopo il sessantesimo minuto due punti vanno alla squadra vincente, ed uno a quella perdente, mentre nessun punto va a chi perde nell'arco dei tre tempi.

## Stadi
- La Megasport Arena di Mosca, la quale ospita i match casalinghi dell'OHK Dinamo, squadra della Kontinental Hockey League, è una struttura polivalente usata per numerosi eventi sportivi e non solo, come concerti, incontri di basket, di boxe e ovviamente di hockey. Inaugurata nel 2006 può ospitare 12.126 spettatori.
- La Mytišči Arena di Mytišči è stata completata nel 2006, ospita le partite dell'Atlant Mytišči, squadra della KHL, e possiede circa 9.000 posti a sedere.

| Megasport Arena  | Mytišči Arena   |
| Capienza: 12.000 | Capienza: 9.000 |
|                  |                 |

## Partecipanti
Al torneo prendono parte 16 squadre:
| 14 dall'Europa    | Austria (Promossa dalla I divisione)  | Bielorussia | Danimarca  | Finlandia |
| 14 dall'Europa    | Germania (Promossa dalla I divisione) | Italia      | Lettonia   | Norvegia  |
| 14 dall'Europa    | Rep. Ceca                             | Russia      | Slovacchia | Svezia    |
| 14 dall'Europa    | Svizzera                              | Ucraina     |            |           |
| 2 dal Nordamerica | Canada                                | Stati Uniti |            |           |

## Raggruppamenti
I gruppi del turno preliminare sono stati stabiliti in base alla Classifica mondiale IIHF stilata al termine del Campionato mondiale di hockey su ghiaccio 2006:
| Gruppo A (Mosca) | Gruppo B (Mytišči) | Gruppo C (Mytišči) | Gruppo D (Mosca) |
| Svezia (1)       | Rep. Ceca (2)      | Canada (3)         | Russia (4)       |
| Svizzera (8)     | Stati Uniti (7)    | Slovacchia (6)     | Finlandia (5)    |
| Lettonia (9)     | Bielorussia (10)   | Germania (12)      | Ucraina (13)     |
| Italia (17)      | Austria (16)       | Norvegia (15)      | Danimarca (14)   |

* Tra parentesi è indicata la posizione nel Ranking IIHF.

## Gironi preliminari

### Girone A
| Mosca 28 aprile 2007, ore 16:15 UTC+4               | Svizzera  | 2 – 1 (0-0; 2-1; 0-0) referto | Lettonia | Megasport Arena (6.668 spett.) |
| Wichser 35:50 Jeannin 39:10 Marcatori 28:25 Dārziņš |           |                               |          |                                |
|                                                     |           |                               |          |                                |
| Wichser 35:50 Jeannin 39:10                         | Marcatori | 28:25 Dārziņš                 |          |                                |

| Mosca 28 aprile 2007, ore 20:15 UTC+4                                                                                      | Svezia    | 7 – 1 (2-1; 4-0; 1-0) referto | Italia | Megasport Arena (4.420 spett.) |
| Davidsson 15:31 28:43 Emvall 17:19 Mårtensson 23:40 Bremberg 25:17 Hedström 29:53 Hållberg 51:50 Marcatori 03:07 De Bettin |           |                               |        |                                |
| |           |                               |        |                                |
| Davidsson 15:31 28:43 Emvall 17:19 Mårtensson 23:40 Bremberg 25:17 Hedström 29:53 Hållberg 51:50                           | Marcatori | 03:07 De Bettin               |        |                                |

| Mosca 30 aprile 2007, ore 16:15 UTC+4                | Svizzera  | 2 – 1 (1-0; 0-0; 1-1) referto | Italia | Megasport Arena (6.520 spett.) |
| Bezina 15:44 Rüthemann 51:57 Marcatori 44:18 Ansoldi |           |                               |        |                                |
|                                                      |           |                               |        |                                |
| Bezina 15:44 Rüthemann 51:57                         | Marcatori | 44:18 Ansoldi                 |        |                                |

| Mosca 30 aprile 2007, ore 20:15 UTC+4 | Lettonia  | 2 – 8 (0-1; 0-3; 2-4) referto                                                                                        | Svezia | Megasport Arena (5.250 spett.) |
| Daugaviņš 41:00 Širokovs 42:31 Marcatori 00:29 Bäckström 26:28 Åkerman 28:03 Wallin 38:15 Bremberg 43:08 Johansson 55:13 Hörnqvist 56:30 Warg 57:15 Tärnström |           | |        |                                |
| |           | |        |                                |
| Daugaviņš 41:00 Širokovs 42:31 | Marcatori | 00:29 Bäckström 26:28 Åkerman 28:03 Wallin 38:15 Bremberg 43:08 Johansson 55:13 Hörnqvist 56:30 Warg 57:15 Tärnström |        |                                |

| Mosca 2 maggio 2007, ore 16:15 UTC+4                                                            | Italia    | 4 – 3 (d.t.s.) (0-1; 1-0; 2-2) referto | Lettonia | Megasport Arena (6.180 spett.) |
| Cirone 23:03 64:10 Ansoldi 56:41 Borgatello 57:41 Marcatori 14:51 58:09 Dārziņš 51:43 Daugaviņš |           |                                        |          |                                |
|                                                                                                 |           |                                        |          |                                |
| Cirone 23:03 64:10 Ansoldi 56:41 Borgatello 57:41                                               | Marcatori | 14:51 58:09 Dārziņš 51:43 Daugaviņš    |          |                                |

| Mosca 2 maggio 2007, ore 20:15 UTC+4                                                        | Svezia    | 6 – 0 (0-0; 5-0; 1-0) referto | Svizzera | Megasport Arena (4.900 spett.) |
| Thörnberg 21:00 Strålman 23:46 Hörnqvist 24:43 Davidsson 27:42 38:22 Wallin 47:00 Marcatori |           |                               |          |                                |
|                                                                                             |           |                               |          |                                |
| Thörnberg 21:00 Strålman 23:46 Hörnqvist 24:43 Davidsson 27:42 38:22 Wallin 47:00           | Marcatori |                               |          |                                |

| Pos. |          | PG | V | VOT | POT | P | GF | GS | DR  | Pt |
| 1.   | Svezia   | 3  | 3 | 0   | 0   | 0 | 21 | 3  | +18 | 9  |
| 2.   | Svizzera | 3  | 2 | 0   | 0   | 1 | 4  | 8  | -4  | 6  |
| 3.   | Italia   | 3  | 0 | 1   | 0   | 2 | 6  | 12 | -6  | 2  |
| 4.   | Lettonia | 3  | 0 | 0   | 1   | 2 | 6  | 14 | -8  | 1  |

### Girone B
| Mytišči 27 aprile 2007, ore 16:15 UTC+4                                                                                  | Stati Uniti | 6 – 2 (3-1; 1-1; 2-0) referto | Austria | Mytišči Arena (1.900 spett.) |
| Kessel 01:59 Petersen 10:22 Stempniak 17:19 Clark 20:24 Cole 40:14 Bochenski 53:02 Marcatori 14:51 Divis 30:51 Setzinger |             |                               |         |                              |
| |             |                               |         |                              |
| Kessel 01:59 Petersen 10:22 Stempniak 17:19 Clark 20:24 Cole 40:14 Bochenski 53:02                                       | Marcatori   | 14:51 Divis 30:51 Setzinger   |         |                              |

| Mytišči 27 aprile 2007, ore 20:15 UTC+4                                                                                         | Bielorussia | 2 – 8 (1-4; 1-1; 0-3) referto                                                                   | Rep. Ceca | Mytišči Arena (5.400 spett.) |
| Antonenka 16:18 27:40 Marcatori 07:57 Hlinka 10:19 Výborný 16:31 42:27 Plekanek 18:41 Olesz 27:21 Sýkora 45:13 Marek 45:28 Irgl |             |                                                                                                 |           |                              |
| |             |                                                                                                 |           |                              |
| Antonenka 16:18 27:40 | Marcatori   | 07:57 Hlinka 10:19 Výborný 16:31 42:27 Plekanek 18:41 Olesz 27:21 Sýkora 45:13 Marek 45:28 Irgl |           |                              |

| Mytišči 29 aprile 2007, ore 16:15 UTC+4                                                       | Rep. Ceca | 6 – 1 (2-0; 1-1; 3-0) referto | Austria | Mytišči Arena (2.500 spett.) |
| Sýkora 03:55 Hlinka 10:04 48:24 Čáslava 31:02 Barinka 44:07 Marek 55:07 Marcatori 37:08 Divis |           |                               |         |                              |
|                                                                                               |           |                               |         |                              |
| Sýkora 03:55 Hlinka 10:04 48:24 Čáslava 31:02 Barinka 44:07 Marek 55:07                       | Marcatori | 37:08 Divis                   |         |                              |

| Mytišči 29 aprile 2007, ore 20:15 UTC+4                                                | Stati Uniti | 5 – 1 (3-0; 2-0; 0-1) referto | Bielorussia | Mytišči Arena (3.600 spett.) |
| Johnson 02:40 Stempniak 04:47 35:05 Larose 17:45 Clark 24:30 Marcatori 43:31 Antonenka |             |                               |             |                              |
|                                                                                        |             |                               |             |                              |
| Johnson 02:40 Stempniak 04:47 35:05 Larose 17:45 Clark 24:30                           | Marcatori   | 43:31 Antonenka               |             |                              |

| Mytišči 1º maggio 2007, ore 16:15 UTC+4                                                          | Austria   | 2 – 5 (1-2; 1-2; 0-1) referto                                        | Bielorussia | Mytišči Arena (4.700 spett.) |
| Lakos 18:40 24:26 Marcatori 03:06 Hlebaŭ 17:48 Dudzik 27:10 Uharaŭ 33:14 Antonenka 54:34 Kulakoŭ |           |                                                                      |             |                              |
|                                                                                                  |           |                                                                      |             |                              |
| Lakos 18:40 24:26                                                                                | Marcatori | 03:06 Hlebaŭ 17:48 Dudzik 27:10 Uharaŭ 33:14 Antonenka 54:34 Kulakoŭ |             |                              |

| Mytišči 1º maggio 2007, ore 20:15 UTC+4                                                                 | Rep. Ceca | 4 – 3 (1-0; 1-1; 2-2) referto             | Stati Uniti | Mytišči Arena (6.100 spett.) |
| Čáslava 16:52 Irgl 34:37 Tenkrát 47:51 Bednář 58:52 Marcatori 24:42 Suter 53:59 Larose 55:37 Hutchinson |           |                                           |             |                              |
| |           |                                           |             |                              |
| Čáslava 16:52 Irgl 34:37 Tenkrát 47:51 Bednář 58:52                                                     | Marcatori | 24:42 Suter 53:59 Larose 55:37 Hutchinson |             |                              |

| Pos. |             | PG | V | VOT | POT | P | GF | GS | DR  | Pt |
| 1.   | Rep. Ceca   | 3  | 3 | 0   | 0   | 0 | 18 | 6  | +12 | 9  |
| 2.   | Stati Uniti | 3  | 2 | 0   | 0   | 1 | 14 | 7  | +7  | 6  |
| 3.   | Bielorussia | 3  | 1 | 0   | 0   | 2 | 8  | 15 | -5  | 3  |
| 4.   | Austria     | 3  | 0 | 0   | 0   | 3 | 5  | 17 | -12 | 0  |

### Girone C
| Mytišči 28 aprile 2007, ore 16:15 UTC+4                               | Germania  | 2 – 3 (1-1; 1-1; 0-1) referto  | Canada | Mytišči Arena (4.300 spett.) |
| Ullmann 09:51 Dietrich 21:23 Marcatori 17:39 51:42 Mayers 20:53 Staal |           |                                |        |                              |
|                                                                       |           |                                |        |                              |
| Ullmann 09:51 Dietrich 21:23                                          | Marcatori | 17:39 51:42 Mayers 20:53 Staal |        |                              |

| Mytišči 28 aprile 2007, ore 20:15 UTC+4            | Slovacchia | 3 – 0 (2-0; 1-0; 0-0) referto | Norvegia | Mytišči Arena (2.800 spett.) |
| Uram 12:00 Chára 12:51 Radivojevič 37:39 Marcatori |            |                               |          |                              |
|                                                    |            |                               |          |                              |
| Uram 12:00 Chára 12:51 Radivojevič 37:39           | Marcatori  |                               |          |                              |

| Mytišči 30 aprile 2007, ore 16:15 UTC+4                                              | Slovacchia | 5 – 1 (1-0; 1-0; 3-1) referto | Germania | Mytišči Arena (3.800 spett.) |
| Podhradský 08:14 22:42 Kapuš 49:15 Gáborík 56:53 Somík 58:16 Marcatori 47:30 Ullmann |            |                               |          |                              |
|                                                                                      |            |                               |          |                              |
| Podhradský 08:14 22:42 Kapuš 49:15 Gáborík 56:53 Somík 58:16                         | Marcatori  | 47:30 Ullmann                 |          |                              |

| Mytišči 30 aprile 2007, ore 20:15 UTC+4                                                 | Canada    | 4 – 2 (2-1; 0-1; 2-0) referto | Norvegia | Mytišči Arena (3.300 spett.) |
| Nash 13:24 Chimera 15:17 Doan 40:22 Williams 49:44 Marcatori 09:29 Spets 32:14 Andersen |           |                               |          |                              |
|                                                                                         |           |                               |          |                              |
| Nash 13:24 Chimera 15:17 Doan 40:22 Williams 49:44                                      | Marcatori | 09:29 Spets 32:14 Andersen    |          |                              |

| Mytišči 2 maggio 2007, ore 16:15 UTC+4                                                             | Norvegia  | 3 – 5 (0-2; 3-3; 0-0) referto                          | Germania | Mytišči Arena (2.200 spett.) |
| Trygg 22:08 Ask 23:02 Spets 23:50 Marcatori 08:11 Hackert 14:45 24:25 Wolf 26:58 Tripp 32:51 Bárta |           |                                                        |          |                              |
| |           |                                                        |          |                              |
| Trygg 22:08 Ask 23:02 Spets 23:50                                                                  | Marcatori | 08:11 Hackert 14:45 24:25 Wolf 26:58 Tripp 32:51 Bárta |          |                              |

| Mytišči 2 maggio 2007, ore 20:15 UTC+4                                                                                     | Canada    | 5 – 4 (1-1; 3-2; 1-1) referto                    | Slovacchia | Mytišči Arena (6.500 spett.) |
| Murphy 03:39 Mayers 20:25 Brewer 31:27 Hamhuis 35:09 Nash 49:02 Marcatori 02:05 Jurčina 33:48 Hossa 37:37 Uram 43:38 Šatan |           |                                                  |            |                              |
| |           |                                                  |            |                              |
| Murphy 03:39 Mayers 20:25 Brewer 31:27 Hamhuis 35:09 Nash 49:02                                                            | Marcatori | 02:05 Jurčina 33:48 Hossa 37:37 Uram 43:38 Šatan |            |                              |

| Pos. |            | PG | V | VOT | POT | P | GF | GS | DR | Pt |
| 1.   | Canada     | 3  | 3 | 0   | 0   | 0 | 12 | 8  | +4 | 9  |
| 2.   | Slovacchia | 3  | 2 | 0   | 0   | 1 | 12 | 6  | +6 | 6  |
| 3.   | Germania   | 3  | 1 | 0   | 0   | 2 | 8  | 11 | -3 | 3  |
| 4.   | Norvegia   | 3  | 0 | 0   | 0   | 3 | 5  | 12 | -7 | 0  |

### Girone D
| Mosca 27 aprile 2007, ore 17:15 UTC+4                                        | Ucraina   | 0 – 5 (0-1; 0-3; 0-1) referto                                      | Finlandia | Megasport Arena (6.500 spett.) |
| Marcatori 12:07 Saravo 24:06 Bergenheim 27:18 33:08 Pärssinen 51:28 Kontiola |           |                                                                    |           |                                |
|                                                                              |           |                                                                    |           |                                |
|                                                                              | Marcatori | 12:07 Saravo 24:06 Bergenheim 27:18 33:08 Pärssinen 51:28 Kontiola |           |                                |

| Mosca 27 aprile 2007, ore 21:15 UTC+4 | Russia    | 9 – 1 (3-1; 5-0; 1-0) referto | Danimarca | Megasport Arena (12.000 spett.) |
| Zaripov 00:28 Nikulin 03:32 Malkin 03:54 Sčastlivyj 22:24 Markov 25:38 Morozov 27:20 Kulëmin 29:44 Ovečkin 32:13 Frolov 55:43 Marcatori 17:20 Regin |           |                               |           |                                 |
| |           |                               |           |                                 |
| Zaripov 00:28 Nikulin 03:32 Malkin 03:54 Sčastlivyj 22:24 Markov 25:38 Morozov 27:20 Kulëmin 29:44 Ovečkin 32:13 Frolov 55:43                       | Marcatori | 17:20 Regin                   |           |                                 |

| Mosca 29 aprile 2007, ore 16:15 UTC+4                                                                              | Finlandia | 6 – 2 (3-1; 1-0; 2-1) referto  | Danimarca | Megasport Arena (6.620 spett.) |
| Nummelin 07:36 18:48 Koivu 14:09 Peltonen 23:28 Berg 41:37 Hentunen 50:42 Marcatori 12:49 Damgaard 54:43 Kjærgaard |           |                                |           |                                |
| |           |                                |           |                                |
| Nummelin 07:36 18:48 Koivu 14:09 Peltonen 23:28 Berg 41:37 Hentunen 50:42                                          | Marcatori | 12:49 Damgaard 54:43 Kjærgaard |           |                                |

| Mosca 29 aprile 2007, ore 20:15 UTC+4                                                                                       | Russia    | 8 – 1 (2-1; 3-0; 3-0) referto | Ucraina | Megasport Arena (6.620 spett.) |
| Morozov 09:38 39:19 51:40 Zinov'ev 12:22 Nikulin 25:15 Proškin 32:01 Radulov 45:40 Frolov 56:37 Marcatori 04:00 Klyment'jev |           |                               |         |                                |
| |           |                               |         |                                |
| Morozov 09:38 39:19 51:40 Zinov'ev 12:22 Nikulin 25:15 Proškin 32:01 Radulov 45:40 Frolov 56:37                             | Marcatori | 04:00 Klyment'jev             |         |                                |

| Mosca 1º maggio 2007, ore 16:15 UTC+4                                                                    | Danimarca | 4 – 3 (3-2; 1-0; 0-1) referto                     | Ucraina | Megasport Arena (6.720 spett.) |
| Starkov 04:56 Pander 10:31 Staal 13:13 30:36 Marcatori 07:36 Materuchin 13:39 Matvijčuk 52:23 Zaval'njuk |           |                                                   |         |                                |
| |           |                                                   |         |                                |
| Starkov 04:56 Pander 10:31 Staal 13:13 30:36                                                             | Marcatori | 07:36 Materuchin 13:39 Matvijčuk 52:23 Zaval'njuk |         |                                |

| Mosca 1º maggio 2007, ore 20:15 UTC+4 | Finlandia | 4 – 5 (1-2; 0-2; 3-1) referto                                           | Russia | Megasport Arena (12.000 spett.) |
| Ruutu 13:11 Hentunen 43:37 Lehtinen 48:53 Nummelin 54:09 Marcatori 06:38 Kulëmin 17:40 Zaripov 23:49 Gončar 26:08 Morozov 52:21 Sčastlivyj |           |                                                                         |        |                                 |
| |           |                                                                         |        |                                 |
| Ruutu 13:11 Hentunen 43:37 Lehtinen 48:53 Nummelin 54:09                                                                                   | Marcatori | 06:38 Kulëmin 17:40 Zaripov 23:49 Gončar 26:08 Morozov 52:21 Sčastlivyj |        |                                 |

| Pos. |           | PG | V | VOT | POT | P | GF | GS | DR  | Pt |
| 1.   | Russia    | 3  | 3 | 0   | 0   | 0 | 22 | 6  | +16 | 9  |
| 2.   | Finlandia | 3  | 2 | 0   | 0   | 1 | 15 | 7  | +8  | 6  |
| 3.   | Danimarca | 3  | 1 | 0   | 0   | 2 | 7  | 18 | -11 | 3  |
| 4.   | Ucraina   | 3  | 0 | 0   | 0   | 3 | 4  | 17 | -13 | 0  |

## Seconda fase
Le prime tre squadre di ogni gruppo preliminare avanzano alla seconda fase. Le dodici squadre vengono divise successivamente in due gruppi: le squadre dai gruppi A e D confluiscono nel Gruppo E, mentre le squadre dei gruppi B e C nel Gruppo F.
Ogni squadra conserva i punti ottenuti con le altre due squadre qualificate del proprio girone. In questa fase affrontano le altre tre squadre provenienti dall'altro girone preliminare.
Le prime quattro squadre dei gruppi E ed F accedono alla fase a eliminazione diretta.

### Girone E
| Mosca 3 maggio 2007, ore 16:15 UTC+4 | Svizzera  | 0 – 2 (0-0; 0-0; 0-2) referto | Finlandia | Megasport Arena (5.010 spett.) |
| Marcatori 51:37 Ruutu 59:46 Peltonen |           |                               |           |                                |
|                                      |           |                               |           |                                |
|                                      | Marcatori | 51:37 Ruutu 59:46 Peltonen    |           |                                |

| Mosca 3 maggio 2007, ore 20:15 UTC+4                                                                 | Danimarca | 2 – 5 (2-2; 0-1; 0-2) referto                                     | Svezia | Megasport Arena (3.800 spett.) |
| Madsen 02:27 Regin 06:40 Marcatori 13:38 Jönsson 17:57 Åkerman 33:49 59:53 Davidsson 57:23 Johansson |           |                                                                   |        |                                |
| |           |                                                                   |        |                                |
| Madsen 02:27 Regin 06:40                                                                             | Marcatori | 13:38 Jönsson 17:57 Åkerman 33:49 59:53 Davidsson 57:23 Johansson |        |                                |

| Mosca 4 maggio 2007, ore 20:15 UTC+4                 | Russia    | 3 – 0 (0-0; 1-0; 2-0) referto | Italia | Megasport Arena (10.100 spett.) |
| Koval'čuk 34:17 Frolov 53:35 Morozov 59:56 Marcatori |           |                               |        |                                 |
|                                                      |           |                               |        |                                 |
| Koval'čuk 34:17 Frolov 53:35 Morozov 59:56           | Marcatori |                               |        |                                 |

| Mosca 5 maggio 2007, ore 16:15 UTC+4                                      | Svizzera  | 4 – 1 (1-0; 2-1; 1-0) referto | Danimarca | Megasport Arena (6.200 spett.) |
| Monnet 13:19 DiPietro 26:20 Sprunger 32:06 49:34 Marcatori 36:41 Damgaard |           |                               |           |                                |
|                                                                           |           |                               |           |                                |
| Monnet 13:19 DiPietro 26:20 Sprunger 32:06 49:34                          | Marcatori | 36:41 Damgaard                |           |                                |

| Mosca 5 maggio 2007, ore 20:15 UTC+4          | Finlandia | 3 – 0 (2-0; 0-0; 1-0) referto | Italia | Megasport Arena (4.815 spett.) |
| Viuhkola 07:29 42:31 Hentunen 18:48 Marcatori |           |                               |        |                                |
|                                               |           |                               |        |                                |
| Viuhkola 07:29 42:31 Hentunen 18:48           | Marcatori |                               |        |                                |

| Mosca 6 maggio 2007, ore 16:15 UTC+4 | Russia    | 6 – 3 (2-0; 1-1; 3-2) referto              | Svizzera | Megasport Arena (12.000 spett.) |
| Zinov'ev 00:34 Koval'čuk 13:50 Zaripov 29:44 Markov 42:00 Frolov 45:45 Sčastlivyj 49:32 Marcatori 38:51 Streit 42:26 DiPietro 51:30 Reichert |           |                                            |          |                                 |
| |           |                                            |          |                                 |
| Zinov'ev 00:34 Koval'čuk 13:50 Zaripov 29:44 Markov 42:00 Frolov 45:45 Sčastlivyj 49:32                                                      | Marcatori | 38:51 Streit 42:26 DiPietro 51:30 Reichert |          |                                 |

| Mosca 6 maggio 2007, ore 20:15 UTC+4 | Svezia    | 1 – 0 (1-0; 0-0; 0-0) referto | Finlandia | Megasport Arena (7.200 spett.) |
| Åkerman 15:53 Marcatori              |           |                               |           |                                |
|                                      |           |                               |           |                                |
| Åkerman 15:53                        | Marcatori |                               |           |                                |

| Mosca 7 maggio 2007, ore 16:15 UTC+4                                                                                  | Italia    | 2 – 5 (0-3; 2-0; 0-2) referto                                                 | Danimarca | Megasport Arena (6.000 spett.) |
| De Bettin 30:47 Ramoser 35:58 Marcatori 03:46 Nordby Tranholm 04:23 Regin 06:30 Nielsen 49:04 Olsen 55:29 Christensen |           |                                                                               |           |                                |
| |           |                                                                               |           |                                |
| De Bettin 30:47 Ramoser 35:58                                                                                         | Marcatori | 03:46 Nordby Tranholm 04:23 Regin 06:30 Nielsen 49:04 Olsen 55:29 Christensen |           |                                |

| Mosca 7 maggio 2007, ore 20:15 UTC+4                                                   | Svezia    | 2 – 4 (1-1; 1-1; 0-2) referto                    | Russia | Megasport Arena (15.000 spett.) |
| Thörnberg 08:43 Steen 38:22 Marcatori 17:39 56:33 Morozov 23:27 Grebeškov 49:51 Malkin |           |                                                  |        |                                 |
|                                                                                        |           |                                                  |        |                                 |
| Thörnberg 08:43 Steen 38:22                                                            | Marcatori | 17:39 56:33 Morozov 23:27 Grebeškov 49:51 Malkin |        |                                 |

| Pos. |           | PG | V | VOT | POT | P | GF | GS | DR  | Pt |
| 1.   | Russia    | 5  | 5 | 0   | 0   | 0 | 27 | 10 | +17 | 15 |
| 2.   | Svezia    | 5  | 4 | 0   | 0   | 1 | 21 | 7  | +14 | 12 |
| 3.   | Finlandia | 5  | 3 | 0   | 0   | 2 | 15 | 8  | +7  | 9  |
| 4.   | Svizzera  | 5  | 2 | 0   | 0   | 3 | 9  | 16 | -7  | 6  |
| 5.   | Danimarca | 5  | 1 | 0   | 0   | 4 | 11 | 26 | -15 | 3  |
| 6.   | Italia    | 5  | 0 | 0   | 0   | 5 | 4  | 20 | -16 | 0  |

### Girone F
| Mytišči 3 maggio 2007, ore 16:15 UTC+4                                                         | Stati Uniti | 4 – 2 (2-1; 2-0; 0-1) referto | Slovacchia | Mytišči Arena (2.000 spett.) |
| Hutchinson 08:17 Backes 12:27 Kessel 24:52 Bochenski 32:37 Marcatori 13:08 Chára 51:21 Gáborík |             |                               |            |                              |
|                                                                                                |             |                               |            |                              |
| Hutchinson 08:17 Backes 12:27 Kessel 24:52 Bochenski 32:37                                     | Marcatori   | 13:08 Chára 51:21 Gáborík     |            |                              |

| Mytišči 3 maggio 2007, ore 20:15 UTC+4 | Germania  | 2 – 0 (1-0; 0-0; 1-0) referto | Rep. Ceca | Mytišči Arena (2.600 spett.) |
| Hackert 19:50 Wolf 58:19 Marcatori     |           |                               |           |                              |
|                                        |           |                               |           |                              |
| Hackert 19:50 Wolf 58:19               | Marcatori |                               |           |                              |

| Mosca 4 maggio 2007, ore 20:15 UTC+4                                                                                     | Canada    | 6 – 3 (0-1; 5-0; 1-2) referto               | Bielorussia | Megasport Arena (6.200 spett.) |
| Doan 22:38 25:15 29:13 Toews 28:32 Cammalleri 36:20 Lombardi 56:15 Marcatori 08:43 Uharaŭ 49:58 Radzinski 58:53 Mjaleška |           |                                             |             |                                |
| |           |                                             |             |                                |
| Doan 22:38 25:15 29:13 Toews 28:32 Cammalleri 36:20 Lombardi 56:15                                                       | Marcatori | 08:43 Uharaŭ 49:58 Radzinski 58:53 Mjaleška |             |                                |

| Mytišči 5 maggio 2007, ore 16:15 UTC+4       | Stati Uniti | 3 – 0 (1-0; 1-0; 1-0) referto | Germania | Mytišči Arena (2.200 spett.) |
| Stasny 02:33 35:26 Stempniak 43:31 Marcatori |             |                               |          |                              |
|                                              |             |                               |          |                              |
| Stasny 02:33 35:26 Stempniak 43:31           | Marcatori   |                               |          |                              |

| Mytišči 5 maggio 2007, ore 20:15 UTC+4                                        | Rep. Ceca | 2 – 3 (1-0; 0-2; 1-1) referto           | Slovacchia | Mytišči Arena (3.400 spett.) |
| Plekanec 08:02 Klesla 54:03 Marcatori 22:24 Demitra 30:44 Kapuš 53:18 Gáborík |           |                                         |            |                              |
|                                                                               |           |                                         |            |                              |
| Plekanec 08:02 Klesla 54:03                                                   | Marcatori | 22:24 Demitra 30:44 Kapuš 53:18 Gáborík |            |                              |

| Mytišči 6 maggio 2007, ore 16:15 UTC+4                                                             | Slovacchia | 4 – 3 (1-1; 2-2; 1-0) referto              | Bielorussia | Mytišči Arena (2.800 spett.) |
| Chára 11:57 Gáborík 22:14 24:33 Demitra 59:21 Marcatori 15:53 Uharaŭ 33:47 Antonenka 34:17 Kal'coŭ |            |                                            |             |                              |
| |            |                                            |             |                              |
| Chára 11:57 Gáborík 22:14 24:33 Demitra 59:21                                                      | Marcatori  | 15:53 Uharaŭ 33:47 Antonenka 34:17 Kal'coŭ |             |                              |

| Mytišči 6 maggio 2007, ore 20:15 UTC+4                                                           | Rep. Ceca | 3 – 4 (d.t.s.) (1-0; 1-1; 1-2) referto       | Canada | Mytišči Arena (6.500 spett.) |
| Židlický 13:17 Plekanec 32:05 Olesz 46:39 Marcatori 22:15 McClement 43:22 60:23 Staal 50:57 Doan |           |                                              |        |                              |
|                                                                                                  |           |                                              |        |                              |
| Židlický 13:17 Plekanec 32:05 Olesz 46:39                                                        | Marcatori | 22:15 McClement 43:22 60:23 Staal 50:57 Doan |        |                              |

| Mytišči 7 maggio 2007, ore 16:15 UTC+4 | Bielorussia | 5 – 6 (2-3; 2-1; 1-2) referto                                          | Germania | Mytišči Arena (2.000 spett.) |
| Mjaleška 01:07 Kulakoŭ 18:58 Dudzik 26:25 Kal'coŭ 33:43 Kascjučonak 52:46 Marcatori 05:50 Hackert 12:08 Barta 17:53 Dietrich 25:19 Felski 45:24 53:55 Wolf |             |                                                                        |          |                              |
| |             |                                                                        |          |                              |
| Mjaleška 01:07 Kulakoŭ 18:58 Dudzik 26:25 Kal'coŭ 33:43 Kascjučonak 52:46                                                                                  | Marcatori   | 05:50 Hackert 12:08 Barta 17:53 Dietrich 25:19 Felski 45:24 53:55 Wolf |          |                              |

| Mytišči 7 maggio 2007, ore 20:15 UTC+4                                                                             | Canada    | 6 – 3 (4-0; 1-2; 1-1) referto      | Stati Uniti | Mytišči Arena (5.500 spett.) |
| Jay McClement 00:08 Cammalleri 02:05 13:25 Lombardi 12:48 35:19 51:58 Marcatori 29:47 53:42 Stasny 37:49 Stempniak |           |                                    |             |                              |
| |           |                                    |             |                              |
| Jay McClement 00:08 Cammalleri 02:05 13:25 Lombardi 12:48 35:19 51:58                                              | Marcatori | 29:47 53:42 Stasny 37:49 Stempniak |             |                              |

| Pos. |             | PG | V | VOT | POT | P | GF | GS | DR  | Pt |
| 1.   | Canada      | 5  | 4 | 1   | 0   | 0 | 24 | 15 | +9  | 14 |
| 2.   | Stati Uniti | 5  | 3 | 0   | 0   | 2 | 18 | 13 | +5  | 9  |
| 3.   | Slovacchia  | 5  | 3 | 0   | 0   | 2 | 18 | 15 | +3  | 9  |
| 4.   | Rep. Ceca   | 5  | 2 | 0   | 1   | 2 | 17 | 14 | +3  | 7  |
| 5.   | Germania    | 5  | 2 | 0   | 0   | 3 | 11 | 16 | -5  | 6  |
| 6.   | Bielorussia | 5  | 0 | 0   | 0   | 5 | 14 | 29 | -15 | 0  |

## Girone per non retrocedere

### Girone G
| Mytišči 4 maggio 2007, ore 16:15 UTC+4                                       | Austria   | 2 – 3 (d.t.s.) (0-0; 1-2; 1-0) referto    | Norvegia | Mytišči Arena (1.500 spett.) |
| Lukas 29:19 Welser 42:26 Marcatori 32:19 Andersen 37:10 Bastiansen 62:22 Ask |           |                                           |          |                              |
|                                                                              |           |                                           |          |                              |
| Lukas 29:19 Welser 42:26                                                     | Marcatori | 32:19 Andersen 37:10 Bastiansen 62:22 Ask |          |                              |

| Mytišči 4 maggio 2007, ore 20:15 UTC+4                                   | Lettonia  | 5 – 0 (2-0; 2-0; 1-0) referto | Ucraina | Mytišči Arena (2.100 spett.) |
| Cipulis 08:58 Saviels 17:32 Sorokins 21:15 34:41 Rēdlihs 47:00 Marcatori |           |                               |         |                              |
|                                                                          |           |                               |         |                              |
| Cipulis 08:58 Saviels 17:32 Sorokins 21:15 34:41 Rēdlihs 47:00           | Marcatori |                               |         |                              |

| Mosca 6 maggio 2007, ore 12:15 UTC+4                                                                | Lettonia  | 5 – 1 (1-0; 1-0; 3-1) referto | Austria | Megasport Arena (6.150 spett.) |
| Daugaviņš 06:30 Ņiživijs 28:34 Vasiļjevs 43:24 Laviņš 47:12 Tambijevs 49:37 Marcatori 42:06 Stewart |           |                               |         |                                |
| |           |                               |         |                                |
| Daugaviņš 06:30 Ņiživijs 28:34 Vasiļjevs 43:24 Laviņš 47:12 Tambijevs 49:37                         | Marcatori | 42:06 Stewart                 |         |                                |

| Mytišči 6 maggio 2007, ore 12:15 UTC+4                                         | Ucraina   | 3 – 2 (1-0; 1-2; 1-0) referto | Norvegia | Mytišči Arena (1.700 spett.) |
| Cyrul' 14:01 Blahoy 32:34 Navarenko 48:52 Marcatori 28:10 Thoresen 38:17 Trygg |           |                               |          |                              |
|                                                                                |           |                               |          |                              |
| Cyrul' 14:01 Blahoy 32:34 Navarenko 48:52                                      | Marcatori | 28:10 Thoresen 38:17 Trygg    |          |                              |

| Mosca 7 maggio 2007, ore 12:15 UTC+4 | Austria   | 8 – 4 (3-1; 3-2; 2-1) referto                             | Ucraina | Megasport Arena (6.020 spett.) |
| Koch 06:16 24:16 Kalt 12:58 Lukas 14:24 24:48 Lakos 27:58 Peintner 42:59 46:55 Marcatori 18:46 Ljutkevič 23:31 Bobkin 37:26 Cyrul' 54:18 Sal'nykov |           |                                                           |         |                                |
| |           |                                                           |         |                                |
| Koch 06:16 24:16 Kalt 12:58 Lukas 14:24 24:48 Lakos 27:58 Peintner 42:59 46:55                                                                     | Marcatori | 18:46 Ljutkevič 23:31 Bobkin 37:26 Cyrul' 54:18 Sal'nykov |         |                                |

| Mytišči 7 maggio 2007, ore 12:15 UTC+4 | Norvegia  | 7 – 4 (3-2; 3-0; 1-2) referto                               | Lettonia | Mytišči Arena (1.000 spett.) |
| Bastiansen 03:28 29:17 57:27 Lund 05:03 Ask 10:33 Hansen 27:30 32:23 Marcatori 16:09 Vasiļjevs 17:42 Galviņš 40:49 Bērziņš 58:33 Semjonovs |           |                                                             |          |                              |
| |           |                                                             |          |                              |
| Bastiansen 03:28 29:17 57:27 Lund 05:03 Ask 10:33 Hansen 27:30 32:23                                                                       | Marcatori | 16:09 Vasiļjevs 17:42 Galviņš 40:49 Bērziņš 58:33 Semjonovs |          |                              |

| Pos. |          | PG | V | VOT | POT | P | GF | GS | DR | Pt |
| 1.   | Lettonia | 3  | 2 | 0   | 0   | 1 | 14 | 8  | +6 | 6  |
| 2.   | Norvegia | 3  | 1 | 1   | 0   | 1 | 12 | 9  | +3 | 5  |
| 3.   | Austria  | 3  | 1 | 0   | 1   | 1 | 11 | 12 | -1 | 4  |
| 4.   | Ucraina  | 3  | 1 | 0   | 0   | 2 | 7  | 15 | -8 | 3  |

## Fase ad eliminazione diretta
|  | Quarti di finale | Quarti di finale | Quarti di finale |           |           | Semifinali | Semifinali | Semifinali |        |                 | Finale          | Finale          | Finale |  |
|  |                  |                  |                  |           |           |            |            |            |        |                 |                 |                 |        |  |
|  | E1               | Russia           | 4                |           |           |            |            |            |        |                 |                 |                 |        |  |
|  | E1               | Russia           | 4                |           |           |            |            |            |        |                 |                 |                 |        |  |
|  | F4               | Rep. Ceca        | 0                |           |           |            |            |            |        |                 |                 |                 |        |  |
|  | F4               | Rep. Ceca        | 0                |           | Russia    | Russia     | 1          |            |        |                 |                 |                 |        |  |
|  |                  |                  |                  |           | Russia    | Russia     | 1          |            |        |                 |                 |                 |        |  |
|  |                  |                  | Finlandia        | Finlandia | 2         |            |            |            |        |                 |                 |                 |        |  |
|  | F2               | Stati Uniti      | Finlandia        | Finlandia | 2         | 4          |            |            |        |                 |                 |                 |        |  |
|  | F2               | Stati Uniti      |                  |           |           |            |            |            |        |                 |                 |                 |        |  |
|  | E3               | Finlandia        | 5                |           |           |            |            |            |        |                 |                 |                 |        |  |
|  | E3               | Finlandia        | 5                |           | Finlandia | Finlandia  | 2          |            |        |                 |                 |                 |        |  |
|  |                  |                  |                  |           |           |            |            |            |        |                 |                 |                 |        |  |
|  |                  |                  | Canada           | Canada    | 4         |            |            |            |        |                 |                 |                 |        |  |
|  | F1               | Canada           | Canada           | Canada    | 4         | 5          |            |            |        |                 |                 |                 |        |  |
|  | F1               | Canada           |                  |           |           | 5          |            |            |        |                 |                 |                 |        |  |
|  | E4               | Svizzera         | 1                |           |           |            |            |            |        |                 |                 |                 |        |  |
|  | E4               | Svizzera         | 1                |           | Canada    | Canada     | 4          |            |        | Finale 3º posto | Finale 3º posto | Finale 3º posto |        |  |
|  |                  |                  |                  |           | Canada    | Canada     | 4          |            |        |                 |                 |                 |        |  |
|  |                  |                  | Svezia           | Svezia    | 1         |            |            |            |        |                 |                 |                 |        |  |
|  | E2               | Svezia           | Svezia           | Svezia    | 1         | 7          |            |            | Russia | Russia          | 3               |                 |        |  |
|  | E2               | Svezia           |                  |           |           |            |            |            | Russia | Russia          | 3               |                 |        |  |
|  | F3               | Slovacchia       | 4                |           |           | Svezia     | Svezia     | 1          |        |                 |                 |                 |        |  |

### Quarti di finale
| Mosca 9 maggio 2007, ore 16:15 UTC+4                    | Russia    | 4 – 0 (1-0; 0-0; 3-0) referto | Rep. Ceca | Megasport Arena (12.000 spett.) |
| Markov 06:48 Malkin 40:23 54:46 Radulov 51:24 Marcatori |           |                               |           |                                 |
|                                                         |           |                               |           |                                 |
| Markov 06:48 Malkin 40:23 54:46 Radulov 51:24           | Marcatori |                               |           |                                 |

| Mosca 9 maggio 2007, ore 20:15 UTC+4 | Svezia    | 7 – 4 (1-2; 3-0; 3-2) referto                             | Slovacchia | Megasport Arena (7.000 spett.) |
| Warg 07:28 Hedström 22:17 33:55 Mårtensson 26:02 47:03 59:45 Johansson 49:46 Marcatori 02:10 Hossa 08:16 Kapuš 41:21 Radivojevič 51:27 Kukumberg |           |                                                           |            |                                |
| |           |                                                           |            |                                |
| Warg 07:28 Hedström 22:17 33:55 Mårtensson 26:02 47:03 59:45 Johansson 49:46                                                                     | Marcatori | 02:10 Hossa 08:16 Kapuš 41:21 Radivojevič 51:27 Kukumberg |            |                                |

| Mosca 10 maggio 2007, ore 16:15 UTC+4                                             | Canada    | 5 – 1 (1-0; 2-1; 2-0) referto | Svizzera | Megasport Arena (6.000 spett.) |
| Lombardi 15:22 46:03 Mayers 29:05 Nash 34:40 Weber 57:31 Marcatori 29:43 DiPietro |           |                               |          |                                |
|                                                                                   |           |                               |          |                                |
| Lombardi 15:22 46:03 Mayers 29:05 Nash 34:40 Weber 57:31                          | Marcatori | 29:43 DiPietro                |          |                                |

| Mosca 10 maggio 2007, ore 20:15 UTC+4 | Stati Uniti    | 4 – 4 (d.t.s.) (0-1; 3-3; 1-0; 0-0) referto          | Finlandia | Megasport Arena (6.500 spett.) |
| Petersen 20:48 Arnason 27:05 Stempniak 34:08 Hutchinson 54:20 Marcatori 17:03 Ruutu 24:33 Saravo 30:27 Viuhkola 35:32 Kallio Shootout 0 – 1 Lehtinen |                |                                                      |           |                                |
| |                |                                                      |           |                                |
| Petersen 20:48 Arnason 27:05 Stempniak 34:08 Hutchinson 54:20                                                                                        | Marcatori      | 17:03 Ruutu 24:33 Saravo 30:27 Viuhkola 35:32 Kallio |           |                                |
| | Shootout 0 – 1 | Lehtinen                                             |           |                                |

### Semifinali
| Mosca 12 maggio 2007, ore 15:15 UTC+4             | Russia    | 1 – 2 (d.t.s.) (1-1; 0-0; 0-0) referto | Finlandia | Megasport Arena (12.000 spett.) |
| Malkin 08:36 Marcatori 12:06 Hentunen 65:40 Koivu |           |                                        |           |                                 |
|                                                   |           |                                        |           |                                 |
| Malkin 08:36                                      | Marcatori | 12:06 Hentunen 65:40 Koivu             |           |                                 |

| Mosca 12 maggio 2007, ore 19:15 UTC+4                                         | Canada    | 4 – 1 (3-0; 1-1; 0-0) referto | Svezia | Megasport Arena (8.000 spett.) |
| Cammalleri 11:05 Toews 12:23 Staal 18:38 Nash 35:17 Marcatori 26:13 Davidsson |           |                               |        |                                |
|                                                                               |           |                               |        |                                |
| Cammalleri 11:05 Toews 12:23 Staal 18:38 Nash 35:17                           | Marcatori | 26:13 Davidsson               |        |                                |

### Finale per il 3º posto
| Mosca 13 maggio 2007, ore 16:15 UTC+4                          | Russia    | 3 – 1 (2-0; 1-0; 0-1) referto | Svezia | Megasport Arena (7.500 spett.) |
| Emelin 06:18 Zinov'ev 09:39 Frolov 21:04 Marcatori 48:08 Steen |           |                               |        |                                |
|                                                                |           |                               |        |                                |
| Emelin 06:18 Zinov'ev 09:39 Frolov 21:04                       | Marcatori | 48:08 Steen                   |        |                                |

### Finale
| Mosca 10 maggio 2007, ore 20:15 UTC+4                                                 | Finlandia | 2 – 4 (0-2; 0-1; 2-1) referto                | Canada | Megasport Arena (12.000 spett.) |
| Kontiola 51:08 Miettinen 57:44 Marcatori 06:10 58:54 Nash 13:48 Staal 29:11 Armstrong |           |                                              |        |                                 |
|                                                                                       |           |                                              |        |                                 |
| Kontiola 51:08 Miettinen 57:44                                                        | Marcatori | 06:10 58:54 Nash 13:48 Staal 29:11 Armstrong |        |                                 |

## Classifica marcatori
| Giocatore        | PG | G | A  | Pt | +/- | MP |
| ---------------- | -- | - | -- | -- | --- | -- |
| Johan Davidsson  | 9  | 7 | 7  | 14 | +3  | 2  |
| Aleksej Morozov  | 7  | 8 | 5  | 13 | +9  | 6  |
| Sergej Zinov'ev  | 9  | 3 | 10 | 13 | +10 | 12 |
| Matthew Lombardi | 9  | 6 | 6  | 12 | +4  | 4  |
| Danis Zaripov    | 9  | 3 | 9  | 12 | +10 | 6  |
| Rick Nash        | 9  | 6 | 5  | 11 | +8  | 4  |
| Aleksandr Frolov | 9  | 5 | 6  | 11 | +4  | 0  |
| Marián Gáborík   | 6  | 5 | 6  | 11 | +6  | 14 |
| Tony Mårtensson  | 9  | 4 | 7  | 11 | +8  | 8  |
| Lee Stempniak    | 8  | 6 | 4  | 10 | +2  | 27 |

Fonte: IIHF.com

## Classifica portieri
| Giocatore          | Min    | TC  | GS | SO | MGS  | Sv%   |
| ------------------ | ------ | --- | -- | -- | ---- | ----- |
| Aleksandr Erëmenko | 365:40 | 141 | 6  | 2  | 0.98 | 95.74 |
| Cam Ward           | 300:00 | 130 | 11 | 0  | 2.20 | 91.54 |
| Kari Lehtonen      | 373:59 | 138 | 12 | 1  | 1.93 | 91.30 |
| Dwayne Roloson     | 240:23 | 112 | 10 | 0  | 2.50 | 91.07 |
| Jonas Hiller       | 358:50 | 167 | 15 | 0  | 2.51 | 91.02 |

Fonte: IIHF.com

## Classifica finale
| Pos | Squadra     |
| --- | ----------- |
| 1   | Canada      |
| 2   | Finlandia   |
| 3   | Russia      |
| 4   | Svezia      |
| 5   | Stati Uniti |
| 6   | Slovacchia  |
| 7   | Rep. Ceca   |
| 8   | Svizzera    |
| 9   | Germania    |
| 10  | Danimarca   |
| 11  | Bielorussia |
| 12  | Italia      |
| 13  | Lettonia    |
| 14  | Norvegia    |
| 15  | Austria     |
| 16  | Ucraina     |

| Campioni del mondo di hockey su ghiaccio 2007 |
| Canada 24º titolo                             |

Il piazzamento finale è stabilito dai seguenti criteri:
- Posizioni dal 1º al 4º posto: i risultati della finale e della finale per il 3º posto
- Posizioni dal 5º all'8º posto (squadre perdenti ai quarti di finale): il piazzamento nel girone della seconda fase; in caso di parità, i punti raccolti nel girone della seconda fase; in caso di ulteriore parità, la differenza reti nel girone della seconda fase.
- Posizioni dal 9º al 12º posto (5º e 6º classificati nei gironi della seconda fase): il piazzamento nel girone della seconda fase; in caso di parità, i punti raccolti nel girone della seconda fase; in caso di ulteriore parità, la differenza reti nel girone della seconda fase.
- Posizioni dal 13º al 16º posto (girone per non retrocedere): il piazzamento nel girone G

| Promosse nel Gruppo A:         | Francia | Slovenia |
| Retrocesse in Prima Divisione: | Austria | Ucraina  |

### Riconoscimenti

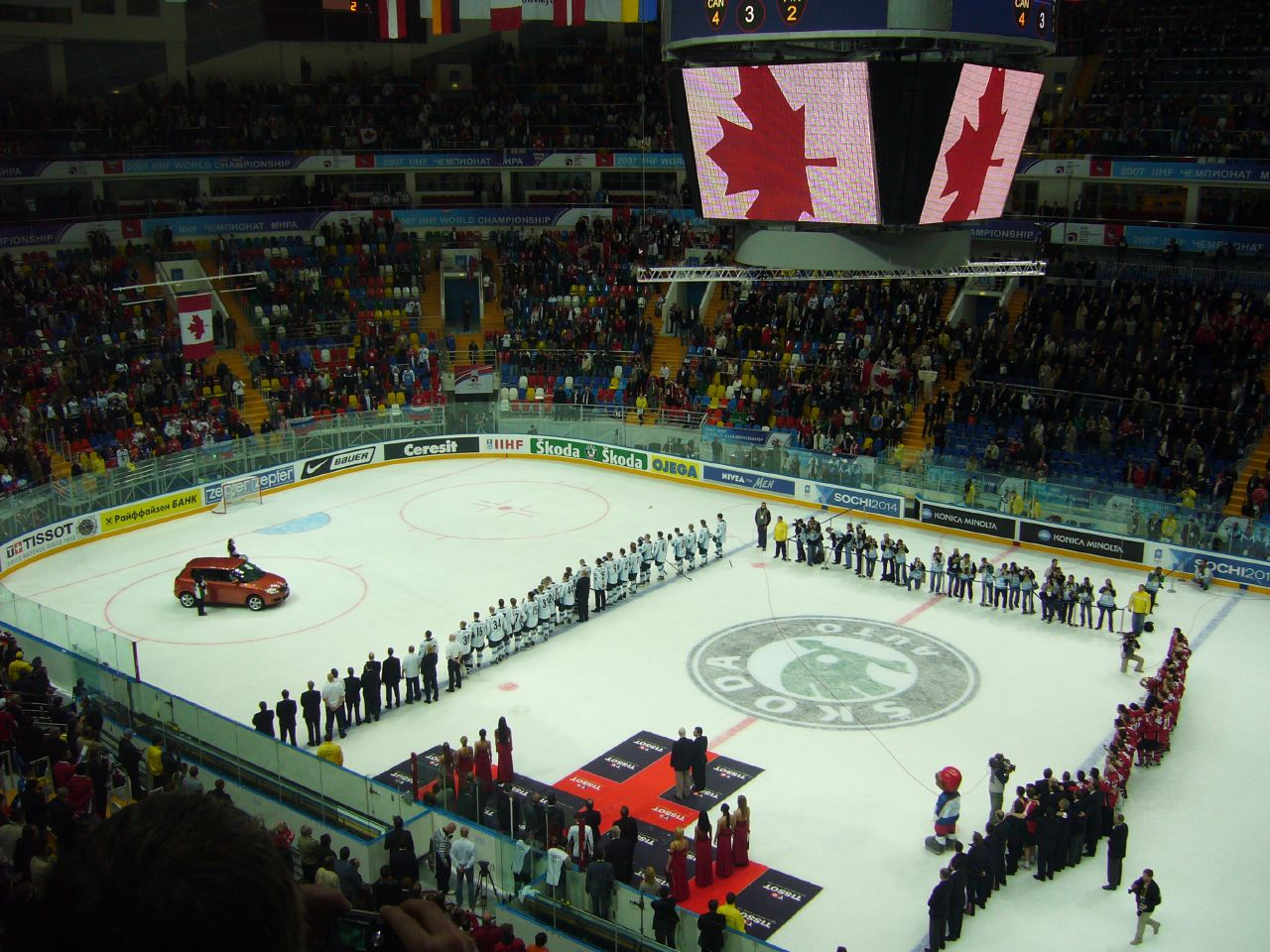
La nazionale canadese in occasione della cerimonia di premiazione.

Riconoscimenti individuali

| Premio                  | Giocatore       |
| ----------------------- | --------------- |
| Miglior giocatore (MVP) | Rick Nash       |
| Miglior portiere        | Kari Lehtonen   |
| Miglior difensore       | Andrej Markov   |
| Miglior attaccante      | Aleksej Morozov |

All-Star Team

| Attacco:  | Aleksej Morozov – Evgenij Malkin – Rick Nash |
| Difesa:   | Petteri Nummelin – Andrej Markov             |
| Portiere: | Kari Lehtonen                                |